# Zawiya, Libya
Az Zawiyah (tiếng Ả Rập: الزاوية, chuyển tự: Az Zāwiyah) (cũng được chuyển tự là Ez hay Al Zawiyah hoặc Zawiya) là một thành phố nằm ở tây bắc của Libya, thành phố nằm trên bờ biển Địa Trung Hải và cách thủ đô Tripoli khoảng 50 km (31 mi) về phía tây. Thành phố là thủ phủ của Quận Az Zawiyah.
Theo thống kê năm 1973 và 1984, thành phố có 100.000 cư dân, thành phố là đô thị đông dân thứ tư của Libya (sau Tripoli, Benghazi và Misrata). Năm 2006, Quận Az Zawiyah ước tính có dân số là 291.000 người . hầu hết trong số đó sống tập trung tại thành phố. Az Zawiyah có một trường đại học có tên là Đại học 7 tháng 4 được thành lập năm 1988. Có một mỏ dầu gần thành phố và Az Zawiyah có một trong hai nhà máy lọc dầu lớn nhất Libya.

## Khí hậu
Zawiya có khí hậu bán khô hạn nóng (phân loại khí hậu Köppen BSh).
| Dữ liệu khí hậu của Zawiya              | Dữ liệu khí hậu của Zawiya | Dữ liệu khí hậu của Zawiya | Dữ liệu khí hậu của Zawiya | Dữ liệu khí hậu của Zawiya | Dữ liệu khí hậu của Zawiya | Dữ liệu khí hậu của Zawiya | Dữ liệu khí hậu của Zawiya | Dữ liệu khí hậu của Zawiya | Dữ liệu khí hậu của Zawiya | Dữ liệu khí hậu của Zawiya | Dữ liệu khí hậu của Zawiya | Dữ liệu khí hậu của Zawiya | Dữ liệu khí hậu của Zawiya |
| Tháng                                   | 1                          | 2                          | 3                          | 4                          | 5                          | 6                          | 7                          | 8                          | 9                          | 10                         | 11                         | 12                         | Năm                        |
| --------------------------------------- | -------------------------- | -------------------------- | -------------------------- | -------------------------- | -------------------------- | -------------------------- | -------------------------- | -------------------------- | -------------------------- | -------------------------- | -------------------------- | -------------------------- | -------------------------- |
| Trung bình ngày tối đa °C (°F)          | 17.3 (63.1)                | 18.8 (65.8)                | 21.3 (70.3)                | 24.4 (75.9)                | 26.8 (80.2)                | 29.5 (85.1)                | 32.3 (90.1)                | 33.0 (91.4)                | 31.4 (88.5)                | 28.5 (83.3)                | 23.9 (75.0)                | 19.0 (66.2)                | 25.5 (77.9)                |
| Tối thiểu trung bình ngày °C (°F)       | 6.7 (44.1)                 | 7.7 (45.9)                 | 9.7 (49.5)                 | 12.8 (55.0)                | 15.3 (59.5)                | 18.1 (64.6)                | 19.9 (67.8)                | 20.8 (69.4)                | 20.3 (68.5)                | 17.2 (63.0)                | 12.4 (54.3)                | 8.2 (46.8)                 | 14.1 (57.4)                |
| Lượng Giáng thủy trung bình mm (inches) | 53 (2.1)                   | 34 (1.3)                   | 23 (0.9)                   | 10 (0.4)                   | 3 (0.1)                    | 1 (0.0)                    | 0 (0)                      | 0 (0)                      | 9 (0.4)                    | 24 (0.9)                   | 34 (1.3)                   | 61 (2.4)                   | 252 (9.9)                  |
| Nguồn: climate-data.org                 |                            |                            |                            |                            |                            |                            |                            |                            |                            |                            |                            |                            |                            |